# Piaci kapitalizáció
A piaci kapitalizáció egy vállalat pillanatnyi - az összes befektető által meghatározott - számszerűsített értékét jelenti. Egy vállalat piaci kapitalizációja egyenlő a részvényei számának és azok aktuális árfolyamának szorzatával. Egy tőzsde kapitalizációja egyenlő az általa forgalmazott társaságok kapitalizációjának összegével.
A piaci kapitalizáció egy pénzügyi mutató. A laikus számára megmondja, mennyit ér a cég, ám egy szakértő azonnal további következtetéseket vonhat le belőle. Egy fundamentális elemző, aki a vállalatok mutatóit, gazdasági környezetét, növekedési lehetőségeit vizsgálja, nem tévesztheti szem elől ezt a mutatót sem. Minél nagyobb egy részvénytársaság piaci kapitalizációja, annál kevésbé manipulálható a részvényárfolyama.
A világ összes nyilvánosan működő részvénytársaságának piaci kapitalizációja 2008. májusában 57 500 milliárd USD, míg 2008. szeptemberében 40 000 milliárd USD volt. Ez a durva csökkenés egyik következménye az ekkor kibontakozó gazdasági világválságnak is.

## Egy társaság piaci kapitalizációjának kiszámítása
A tőzsdei oldalak vállalatokkal kapcsolatos információs paneljein rendszerint feltüntetik az aktuális piaci kapitalizációt is. Ha ez nem így van, és az elemző kíváncsi pl. a MOL NyRt. ezen mutatójára, akkor két szükséges adatból kiszámítja.
A MOL NyRt. adatai:
Bevezetett részvénymennyiség: 104 518 484 darab
Aktuális részvényárfolyam (2009. március 26-án): 10 370 Ft
A MOL Piaci kapitalizációja 2009. március 26-án: 104 518 484 x 10 370 = 1 083 milliárd forint.